# Mikkel Nordsø
Mikkel Nordsø (født 29. oktober 1955 i København) er dansk en guitarist og komponist, søn af billedkunstnerne Jens Nordsø og Karen Nordsø Lundberg, og bror til trommeslager Klavs Nordsø. Han er desuden far til musikerne Frederik Nordsø og Fridolin Nordsø.
Mikkel Nordsø begyndte at spille guitar i 11-årsalderen. Han spillede med "Soul Service", V 8 og "Some Echoes" i 1970'erne. Fra 1973 til 1980 spillede han i Buki Yamaz, og derefter i Sneakers fra 1980 til 1985. Parallelt hermed spillede i Anima. Han startede for alvor som komponist med grundlæggelsen i 1985 af MIKKEL NORDSØ BAND, som han siden har udgivet 8 albums med.[kilde mangler]